# Попов, Геннадий Андреевич
Геннадий Андреевич Попов (30 августа 1940, Москва, РСФСР — 10 июля 2015, Орёл, Российская Федерация) — российский поэт и публицист, сопредседатель Союза писателей России (2004 – 2015), председатель правления Орловской областной организации Союза писателей России (1995 – 2015).

## Биография
Детство и юность провел в Рязанской области: В 1964 году окончил Рязанский радиотехнический институт по специальности «инженер-электроник». Более тридцати лет работал по специальности в Рязани, Северной Осетии. С 1974 г. проживал в Орле, до 1995 года работал на предприятиях Министерства электронной промышленности, где прошел путь от рядового до главного инженера завода.
Творческую деятельность начал с 1970-х годах. Член Союза писателей России с 1991 года, член Союза журналистов России с 1997 года, член Международной ассоциации писателей баталистов и маринистов с 1999 года.
В 1995 году, перейдя на литературную работу, возглавил Орловскую областную организацию Союза писателей России. Делегат четырёх съездов Союза писателей России. На XII съезде (2004 год) был избран сопредседателем Союза писателей России (переизбирался на двух последующих съездах Союза – в 2009 и 2013 годах). Член-корреспондент Академии поэзии (с 2003 года), член президиума Академии российской словесности (с 2008 года), член Приёмной коллегии Союза писателей России (с 2010 года).
Автор поэтических сборников «Вербное воскресенье», «Снежное лето», «Степень свободы», «Вечерний свет», «Берег встречи», «Голоса безмолвия», «Дороги утреннего света» и более 500 поэтических и литературно-критических публикаций в центральных и региональных периодических изданиях. Стихотворения включены в хрестоматию для школ и вузов «Писатели Орловского края XX век» (Орёл: Вешние воды, 2001), в антологии «Русская поэзия XX век» (М: Олма-Пресс, 1999), «Русская поэзия XXI век» (М: Вече, 2010), «Молитвы русских поэтов. XX-XXI» (М: Вече, 2012), вошли в четырёхтомное собрание избранных произведений современных орловских писателей (Орёл: Вешние воды, 2015), публиковались во многих сборниках, альманахах и газетах.
Некоторые стихи, положенные на музыку орловскими композиторами Евгением Дербенко, Ириной Хрисаниди, Виктором Садовским стали песнями. Созданная совместно с московским композитором Виктором Викторовым кантата в пяти частях «Евпатий Коловрат» с успехом исполнялась в Рязани и Орле,.
Много времени Геннадий Попов посвящал редакторской работе: под его редакцией выпущено более 30 авторских книг и сборников, часто приглашался для работы в качестве наставника на всероссийских творческих семинарах и совещаниях молодых писателей.
Входил в редакционные советы ряда периодических литературных изданий: «Роман-журнал XXI век» (Москва), «Российский писатель» (Москва), «Родная Ладога» (Санкт-Петербург), «Подъём» (Воронеж), «Десна» (Брянск) и других.

Геннадий Попов неоднократно выезжал в составе писательских делегаций в «горячие точки» страны. В интервью орловскому новостному порталу vOrle.ru на вопрос, какой из своих наград он гордится больше всего, поэт не задумываясь ответил:
«Медаль Министерства обороны Российской Федерации "За укрепление боевого содружества". Я получил её в 2000 году за публикации о поездке в Чечню "Парад мира" и "Раненая земля"»
В 2007 году по инициативе Г.А. Попова было создано областное государственное учреждение культуры «Орловский Дом литераторов», которым он руководил в течение пяти лет до 2012 года. В 2011 году стал инициатором ежегодного молодёжного литературного фестиваля-конкурса «Хрустальный родник», получившего широкое признание литературной общественности.
Многолетняя плодотворная литературная и просветительская деятельность Геннадия Попова была отмечена государственными и общественными наградами, всероссийскими литературными премиями.
Поэт ушёл из жизни 10 июля 2015 года, не дожив месяц до своего 75-летия. Похоронен в Орле на Мемориальной аллее Наугорского кладбища.

## Отзывы
Председатель Союза писателей России Валерий Ганичев в 2009 году в интервью газете «Российский писатель» характеризовал Геннадия Попова как «прекрасного, глубинного, философского, народного поэта».

Русский прозаик, поэт и публицист Василий Дворцов, размышляя о творчестве Геннадия Попова, констатирует:
«…поэзия Попова дышит искренностью: в каждой его строфе присутствие вдохновенности несомненно. Настоящей, истинной, метафизической вдохновенности, что возводит поэзию за пределы эстетики, наполняя прозрением и пророчеством…»
Восхищается лирикой Геннадия Попова лауреат премии им. И.А. Бунина, российский писатель из Мордовии Геннадий Петелин:
«Виртуозное владение словом делает произведения Геннадия Попова зримыми, выпуклыми, осязаемыми, с запахами и вкусами. Его скольжение пера по чистому листу бумаги, можно сравнить с лёгким скольжением фигуристки по гладкому льду – та же  грация и красота»

### Авторские книги
- Вербное воскресение: стихи. – Тула: Приокское книжное издательство, 1990.
- Снежное лето. – Орёл: Вешние воды, 1992.
- Степень свободы: стихи разных лет. – Орёл: Вешние воды, 1994.
- Вечерний свет: стихи. – М: РБП, 1995.
- Берег встречи: стихи и поэмы. – Орёл: Вешние воды, 1997.
- Голоса безмолвия: избранная лирика, циклы стихотворений, поэмы. – Орёл: Вешние воды, 2000.
- Дороги утреннего света: циклы стихотворений. – Орёл: Вешние воды, 2009. http://orelpisatel.ru/wp-content/uploads/2020/04/Попов.-Дороги_compressed.pdf
- На тысячу вёрст кругом Россия: литературно-художественный альбом (совместно с заслуженным художником России Анатолием Костяниковым). – Орёл: Вешние воды, 2011. http://orelpisatel.ru/wp-content/uploads/2020/06/На-тысячу-вёрст_compressed_compressed.pdf

### Публикации в периодике
- «Литературная учёба», Москва
- «Роман-газета», Москва
- «Наш современник», Москва
- «Молодая гвардия», Москва
- «Смена», Москва
- «Форум», Москва
- «Роман-журнал XXI век», Москва
- «Бежин луг», Москва
- «Новая книга России», Москва
- «Балтика», Калининград
- «Подъём», Воронеж
- «Невский альманах», Санкт-Петербург
- «Родная Ладога», Санкт-Петербург
- «Огни Кузбасса», Кемерово
- «Сибирские Афины», Томск
- «Десна», Брянск

и др.

## Награды и звания
- Медаль Министерства обороны Российской Федерации «За укрепление боевого содружества» (2000)
- Орден Дружбы (2003)[11]
- Медаль ордена «За заслуги перед Отечеством» II степени (2012)[12]

Также награждён:
- памятной медалью Российской муниципальной академии «К 100-летию М.А. Шолохова. За гуманизм и служение России» (2004)
- медалью Ассоциации писателей Урала «За служение литературе» (2010)
- медалью Академии Российской словесности «Ревнителю просвещения. В память 200-летия со дня рождения А.С.Пушкина» (2011)[6]
- Серебряным орденом «Служение искусству» Международной академии культуры и искусства (2013)
- медалью Союза писателей России «Василий Шукшин» (2014)[13]

Награждался Почётными грамотами Союза писателей России, администрации Орловской области, Губернатора Орловской области, Орловского областного Совета народных депутатов, Орловского городского Совета народных депутатов, мэра города Орла, Благодарностью Министерства культуры и духовного развития Республики Саха (Якутия), юбилейными медалями и памятными знаками.

## Премии
- Всероссийская литературная премия им. А.А. Фета (1996)[14]
- Всероссийская премия им. А.А. Прокофьева «Ладога» (2003)[15]
- Всероссийская литературная премия «Вешние воды» (2008)
- Премия Центрального Федерального округа в области литературы и искусства I степени (2009)[16]
- Большая литературная премия им. Расула Гамзатова (2011)[17]
- Всероссийская литературная премия им. поэта-фронтовика В.Т. Станцева (2012)[18]
- Бронзовый диплом II Славянского литературного форума «Золотой Витязь» (2011)[19]
- Победитель всероссийского конкурса «Новая русская книга – 2001»  (впоследствии – Национальная премия им. Э.Ф. Володина «Имперская культура»)

## Память
Данью памяти поэту от его друзей стала изданная в 2015 году на собственные средства книга избранных стихотворений Г.А. Попова «Земные круги» (Орёл: Вешние воды).